# Mike Marsh (football)
Pour les articles homonymes, voir Mike Marsh et Marsh.
Mike Marsh (né le 21 juillet 1969 à Liverpool) est un footballeur anglais qui est passé par les rangs du Liverpool FC, notamment en 1992 pour la victoire en FA Cup.